# Chauds, sales et humides
Albums de Les Wampas
Tutti frutti
(1986) ...Vous aiment
(1990)
Chauds, sales et humides est le 2e album du groupe de rock français Les Wampas, paru en 1988. En 1999, à l'occasion de l'édition en CD, de nombreux bonus sont ajoutés (pistes 14 à 23).

## Liste des pistes
1. Le Seigneur est une fleur (2:35)
2. Bloc de glace (2:38)
3. Vautours (3:05)
4. Les psychos tournaient ! (2:22)
5. Ver de terre (2:57)
6. Snuff (2:13)
7. Dernier train pour Pontoise (3:12)
8. Yeah yeah (1:47)
9. J'ai quitté mon pays (3:44)
10. Quivoron (3:07)
11. Les Abeilles (2:03)
12. Je t'attends / Revanche (3:21)
13. Le slow (4:54)
14. Surfin Marilou (2:20) [Bonus]
15. J'ai quitté mon pays (3:22) [Bonus]
16. Surfin' Colombey (2:33) [Bonus]
17. Adieu à un ami (3:16) [Bonus, extrait de la compilation « Everyday is a Hollyday »]
18. Je suis un voyou (2:43) [Bonus, extrait de la compilation « Everyday is a Hollyday »]
19. Touche pipi (2:55) [Bonus, extrait de la compilation « Everyday is a Hollyday »]
20. Rien à foutre (1:33) [Bonus, extrait de la compilation « Rock hardi »]
21. La Seule (2:05) [Bonus, extrait de la compilation « Le Légume du jour »]
22. Seul (4:10) [Bonus, extrait de la compilation « Rock 'N' Horror »]
23. Houa houa hou (2:37) [Bonus, extrait de la compilation « Sang neuf en 89 »]